# پالایس رویال
پالایس رویال (انگلیسی: Palais Royale, Mumbai) ساختمان مسکونی ۸۸ طبقه مستقر در شهر بمبئی، هند است، که در سال ۲۰۱۸ احداث گردید.